# Косовский, Ефим Михайлович
Ефим Михайлович Косовский (1907, Екатеринослав — ?) — советский военачальник, полковник (1944), участник Великой Отечественной войны.

## Биография
С 10 октября 1924 года служил в Рабоче-крестьянской Красной армии, в 1930 году окончил военную школу связи.
С 1930—1931 годы занимал должность командира взвода отдельной роты связи 11-й стрелковой Ленинградской Краснознаменной дивизии. В 1932 году окончил Курсы усовершенствования командного состава по разведке при Разведывательном управлении (РУ) штаба РККА. В 1935 году занимал должность начальника отделения и заместителя начальника радио-разведывательного отдела Разведывательного управления РККА.
С мая 1938 по январь 1939 годов находился в служебной командировке в Испании и участвовал в национально-революционной войне.
Во время Великой Отечественной войны занимался подготовкой разведчиков и радистов Разведывательного отдела штаба Западного особого военного округа, руководил разведшколой Разведывательного отдела штаба Волховского фронт, а так же занимал должность начальника отдела связи Украинского штаба партизанского движения.
В послевоенные годы работал в Военном институте МВД СССР.

## Награды
- Орден Ленина (02.05.19.45);
- Орден Красного Знамени (03.11.1944);
- Орден Отечественной войны I степени (06.04.1985);
- Медаль «За оборону Ленинграда» (10.01.1945).